# ستيف فرو
ستيف فرو (بالإنجليزية: Steve Frew) هو لاعب جمباز فني بريطاني، ولد في 6 فبراير 1973 في فلكرك في المملكة المتحدة.

## وصلات خارجية
- ستيف فرو على موقع اتحاد ألعاب الكومنولث (مؤرشف) (الإنجليزية)
- ستيف فرو على موقع دورة ألعاب الكومنولث 2006 (مؤرشف) (الإنجليزية)